# آنتی‌کولینرژیک
آنتی کولینرژیک به مواد یا داروهایی گفته می‌شود که با بلوک گیرنده استیل کولین ( موسکارینی یا نیکوتینی ) بر روی غشاء سلول هدف یا سلول سیناپسی مانع تأثیر استیل کولین می‌شوند.
معروف‌ ترین مواد آنتی کولینرژیک داروهای آنتی کولینرژیک مانند هیوسین با نام کامل(هیوسین اِن‌بوتیل‌ برماید)"ضد اسپاسم"، دیسیکلومین، آتروپین، تری هگزیفنیدیل، بنزتروپین، بی‌پریدن هستند.